# Portugalsko pomorsko raziskovanje
Portugalsko pomorsko raziskovanje je povzročilo številna ozemlja in pomorske poti, ki so jih zabeležili Portugalci kot rezultat svojih intenzivnih pomorskih potovanj v 15. in 16. stoletju. Portugalski pomorščaki so bili na čelu evropskega raziskovanja, beležili so in kartografirali obale Afrike in Azije, takrat znane kot Vzhodne Indije, ter Kanade in Brazilije (Zahodne Indije), kar je postalo znano kot doba odkritij.
Metodične odprave so se začele leta 1419 vzdolž zahodnoafriške obale pod pokroviteljstvom princa Henrika Pomorščaka, z Bartolomeu Diasom, ki je leta 1488 dosegel Rt dobrega upanja in vstopil v Indijski ocean. Deset let kasneje, leta 1498, je Vasco da Gama vodil prvo floto okoli Afrike do Indijske podceline, s prihodom v Calicut in začetkom pomorske poti od Portugalske do Indije. Portugalsko raziskovanje se je nato nadaljevalo v jugovzhodni Aziji, kjer so dosegli Japonsko leta 1542, štiriinštirideset let po svojem prvem prihodu v Indijo. Leta 1500 je portugalski plemič Pedro Álvares Cabral kot prvi Evropejec odkril Brazilijo.

## Zgodovina

### Izvori
Leta 1139 je Kraljevina Portugalska dosegla neodvisnost od Leóna in pod vodstvom Afonsa Henriquesa z rekonkvisto podvojila svoje območje.
Leta 1297 se je portugalski kralj Denis osebno zavzel za razvoj izvoza in organiziral izvoz presežkov proizvodnje v evropske države. 10. maja 1293 je ustanovil pomorski zavarovalni sklad za portugalske trgovce, ki so živeli v grofiji Flandrija, ki so morali plačati določene vsote glede na tonažo, ki se jim je nabrala, ko je bilo potrebno. Vino in suho sadje iz Algarveja so prodajali v Flandrijo in Anglijo, sol iz Setúbala in Aveira je bila donosen izvoz v severno Evropo, izvažali pa so tudi usnje in kermes, škrlatno barvilo. Portugalska je iz Flandrije in Italije uvažala oklepe in strelivo, fina oblačila in številne industrijske izdelke.
Leta 1317 je kralj Denis sklenil sporazum z genovskim trgovskim pomorščakom Manuelom Pessanho (Pessagno) in ga imenoval za prvega admirala s trgovinskimi privilegiji z njegovo domovino v zameno za dvajset vojnih ladij in posadke, s ciljem obrambe države pred napadi muslimanskih piratov, s čimer je postavil osnova za portugalsko mornarico in ustanovitev genovske trgovske skupnosti na Portugalskem. Prisiljena zmanjšati svoje dejavnosti v Črnem morju, se je Genovska republika obrnila v Severno Afriko zaradi trgovine s pšenico in oljčnim oljem ter iskanja zlata – plula je tudi v pristanišča Brugge (Flandrija) in Anglijo. Na Portugalskem so bile ustanovljene genovske in florentinske skupnosti, ki so imele koristi od podjetnosti in finančnih izkušenj teh tekmecev Beneške republike.
V drugi polovici 14. stoletja so izbruhi bubonske kuge povzročili hudo depopulacijo: gospodarstvo je bilo izjemno lokalizirano v nekaj mestih, migracije iz države pa so povzročile opuščanje kmetijskih zemljišč in povečanje brezposelnosti na podeželju. Možnosti je ponujalo le morje, večina ljudi pa se je naselila na ribiških in trgovskih območjih ob obali. Med letoma 1325 in 1357 je Alfons IV. Portugalski dodelil javna sredstva za vzpostavitev ustrezne komercialne flote in ukazal prva pomorska raziskovanja s pomočjo Genovežanov pod poveljstvom admirala Manuela Pessanhe. Leta 1341 so bili Kanarski otoki, ki so bili že poznani genovskim pomorščakom, uradno odkriti pod pokroviteljstvom portugalskega kralja, toda leta 1344 je Kastilija oporekala lastništvu nad njimi, kar je dodatno spodbudilo prizadevanja portugalske mornarice.

### Raziskovanje Atlantika (1418–1488)
Leta 1415 so Portugalci zasedli severnoafriško mesto Ceuta, da bi pridobili oporo v Maroku in nadzorovali ladijski promet skozi Gibraltarski preliv. Upali so tudi, da bodo razširili krščanstvo in zagotovili izhod za portugalske plemiče, ki so si želeli pridobiti bogastvo in čast v vojni. Med udeleženci akcije je bil tudi mladi princ Henrik Pomorščak. Leta 1420 je bil imenovan za guvernerja Kristusovega reda, medtem ko je osebno držal donosne monopole nad viri v Algarveju, je do svoje smrti leta 1460 prevzel vodilno vlogo pri spodbujanju portugalskega pomorskega raziskovanja. Investiral je v sponzoriranje potovanj po obali Mavretanije, pri čemer je zbral skupino trgovcev, ladjarjev in drugih zainteresiranih strani, ki so jih zanimale nove priložnosti za pomorsko trgovino. Kasneje mu je njegov brat princ Pedro podelil kraljevi monopol nad vsemi dobički iz trgovanja na odkritih območjih.
Leta 1418 je dva Henrikova kapitana, João Gonçalves Zarco in Tristão Vaz Teixeira, neurje pregnalo na Porto Santo, nenaseljen otok ob obali Afrike, ki je bil Evropejcem morda znan že od 14. stoletja. Leta 1419 sta Zarco in Teixeira pristala na Madeiri. Vrnili so se z Bartolomeujem Perestrelom in začelo se je portugalsko naseljevanje otokov. Tam so Genovežani gojili pšenico in pozneje sladkorni trs, kar je postalo dobičkonosna dejavnost. To je pomagalo tako njima kot princu Henriku, da sta postala bogatejša.
Portugalski poskus zavzetja Velikega Kanarja, enega od bližnjih Kanarskih otokov, ki so ga leta 1402 delno poselili Španci, je bil neuspešen in je naletel na proteste Kastilije. Čeprav so točne podrobnosti nejasne, kartografski dokazi kažejo, da so Azore leta 1427 verjetno odkrile portugalske ladje, ki so plule pod Henrikovim vodstvom, in se naselile leta 1432, kar kaže na to, da so Portugalci lahko pluli vsaj 745 milj (1200 km) od portugalske obale.
Približno istočasno z neuspešnim napadom na Kanarske otoke so Portugalci začeli raziskovati severnoafriško obalo. Pomorščaki so se takrat bali, kaj je za rtom Bojador, saj Evropejci niso vedeli, kaj je onkraj afriške obale, in niso vedeli, ali se je možno vrniti, ko ga preplujejo. Henrik je želel vedeti, kako daleč segajo muslimanska ozemlja v Afriki in ali je mogoče priti do vira donosne transsaharske karavanske trgovine z zlatom in morda združiti moči z davno izgubljenim krščanskim kraljestvom Presterja Janeza, za katerega so govorile, da obstajajo nekje na vzhodu.
Leta 1434 je eden od kapitanov princa Henrika, Gil Eanes, prestopil to oviro. Ko je bila ta psihološka ovira premagana, je postalo lažje sondirati naprej vzdolž obale. V dveh desetletjih raziskovanja so portugalske ladje obšle Saharo. V istem obdobju se je nadaljevalo raziskovanje proti zahodu: Diogo de Silves je leta 1427 odkril azorski otok Santa Maria, v naslednjih letih pa so portugalski pomorščaki odkrili in naselili preostale Azore.
Henrik je leta 1437 doživel resen neuspeh po neuspehu ekspedicije za zavzetje Tangerja, saj je spodbudil svojega brata, kralja Edvarda, da izvede napad po kopnem iz Ceute. Portugalska vojska je bila poražena in se je izognila uničenju le tako, da je predala princa Ferdinanda, kraljevega najmlajšega brata. Po porazu pri Tangerju se je Henrik umaknil v Sagres na južnem robu Portugalske, kjer je do svoje smrti leta 1460 vodil portugalsko raziskovanje.
Leta 1443 mu je princ Pedro, Henrikov brat, podelil monopol nad plovbo, vojno in trgovino v deželah južno od rta Bojador. Kasneje je bil ta monopol podprt s [papeška bula|[papeškimi bulami]] Dum Diversas (1452) in Romanus Pontifex (1455), ki sta Portugalski podelili trgovinski monopol za novoodkrite države.
Karavela, obstoječa vrsta ladje, je bila uporabljena pri raziskovanju od okoli leta 1440. Imela je številne prednosti. Te so vključevale plitek ugrez, ki je bil primeren za približevanje neznanim obalam, in učinkovito kombinacijo oblike trupa (vključno s krmilom, pritrjenim na krmno oporo, za razliko od nekaterih drugih sodobnih tipov s stransko nameščenimi krmilnimi vesli) in latinsko jadro, ki je omogočalo hitro jadrnico, ki je imela boljšo sposobnost jadranja proti vetru kot druga plovila tistega časa.
Portugalski pomorščaki so dosegali vedno bolj južne zemljepisne širine in napredovali s povprečno hitrostjo za eno stopinjo na leto. Senegal in Zelenortski polotok sta bila dosežena leta 1445. Istega leta je bila pod Henrikovim vodstvom ustanovljena prva čezmorska feitoria (utrjena trgovska postaja) na otoku Arguin ob obali Mavretanije. Ustvarjena je bila, da bi privabila muslimanske trgovce in monopoliziral posel na poteh, ki potekajo v Severni Afriki, s čimer se je začela veriga portugalskih feitorias vzdolž obale. Leta 1446 je Álvaro Fernandes napredoval skoraj do današnje Sierra Leone, Gvinejski zaliv pa je bil dosežen v 1460-ih.

#### Raziskovanje po princu Henriku
Zaradi prvih skromnih donosov afriških raziskovanj je leta 1469 kralj Afons V. podelil monopol nad trgovino v delu Gvinejskega zaliva trgovcu Fernãu Gomesu za letno plačilo 200.000 realov. Gomes je moral vsako leto pet let raziskati 100 lig (480 km) obale. Zaposlil je raziskovalce João de Santarém, Pedro Escobar, Lopo Gonçalves, Fernão do Pó in Pedro de Sintra ter presegel zahteve. Pod njegovim pokroviteljstvom so portugalski raziskovalci prečkali ekvator na južno poloblo in našli otoke v Gvinejskem zalivu, vključno s São Tomé in Príncipe.
Leta 1471 so Gomesovi raziskovalci dosegli Elmino na Zlati obali (današnja Gana) in odkrili cvetočo kopensko trgovino z zlatom med domorodci ter gostujočimi arabskimi in berberskimi trgovci. Gomes je tam ustanovil svojo trgovsko postajo, ki je postala znana kot A Mina ('Rudnik'). Trgovina med Elmino in Portugalsko se je v naslednjem desetletju povečala. Leta 1481 se je nedavno okronani Ivan II. Portugalski odločil zgraditi utrdbo São Jorge da Mina (grad Elmina) in tovarno, da bi zaščitil to trgovino, ki je bila nato spet v kraljevem monopolu.
Leta 1482 je Diogo Cão odkril ustje reke Kongo. Leta 1486 je Cão nadaljeval do Cape Crossa v današnji Namibiji blizu Kozorogovega povratnika.
Leta 1488 je Bartolomeu Dias obkrožil Rt dobrega upanja blizu južne konice Afrike in s tem ovrgel stališče, ki je obstajalo od Ptolemaja dalje, da je Indijski ocean ločen od Atlantika. Tudi v tem času je Pero da Covilhã preko Egipta in Jemna dosegel Indijo in obiskal Madagaskar. Priporočil je nadaljnje raziskovanje južne poti.
Ko so Portugalci raziskovali afriške obale, so za seboj pustili vrsto padrões, kamnitih križev s portugalskim grbom, ki so označevali njihove zahteve, ter zgradili utrdbe in trgovske postaje. Iz teh baz so se Portugalci donosno ukvarjali s trgovino s sužnji in zlatom. Portugalska je več kot stoletje uživala praktično monopol nad atlantsko trgovino s sužnji, saj je letno izvozila okoli 800 sužnjev. Večino so pripeljali v portugalsko prestolnico Lizbono, kjer so po ocenah temnopolti Afričani predstavljali 10 odstotkov prebivalstva.

#### Tordesilljska delitev sveta (1492)
Leta 1492 je Krištof Kolumb za Španijo odkril Novi svet, za katerega je verjel, da je Azija, kar je povzročilo spore med Španci in Portugalci. Te so bile leta 1494 rešene s pogodbo iz Tordesillasa, ki je svet zunaj Evrope razdelila v izključni duopol med Portugalci in Španci, vzdolž poldnevnika sever–jug 370 lig ali 970 milj (1560 km) zahodno od rta Zelenortskih otokov. Ker pa takrat ni bilo mogoče pravilno izmeriti zemljepisne dolžine, sta se državi do leta 1777 prepirali o natančni meji.
Zaključek teh pogajanj s Španijo je eden od več razlogov, ki so jih predlagali zgodovinarji, zakaj so Portugalci potrebovali devet let, da so sledili Diasovemu potovanju do Rta dobrega upanja, čeprav se ugiba, da so se druga potovanja v resnici v tem času odvijala v tajnosti. Ne glede na to, ali je bilo res ali ne, je bil dolgoletni portugalski cilj najti morsko pot v Azijo končno dosežen na revolucionarnem potovanju, ki ga je vodil Vasco da Gama.

### Raziskovanje Indijskega oceana (1497–1542)
Cilj Portugalske v Indijskem oceanu je bil zagotoviti monopol nad trgovino z začimbami. Portugalci so izkoristili rivalstvo, v katerem so se hindujci spopadli z muslimani, med letoma 1500 in 1510 ustanovili več utrdb in trgovskih postojank. V vzhodni Afriki so bile majhne islamske države ob obali Mozambika, Kilva, Brava, Sofala in Mombasa uničene ali pa so postale podaniki ali zavezniki Portugalske. Pero da Covilhã je dosegel Etiopijo (čez obalo Indijskega oceana v Somaliji, skrivno potoval po kopnem že leta 1490; diplomatska misija je 19. oktobra 1520 dosegla vladarja te države.
Leta 1500 je druga flota za Indijo (ki je prav tako pristala v Braziliji) raziskovala vzhodnoafriško obalo v jugovzhodni Afriki, kjer je Diogo Dias odkril otok, ki ga je poimenoval Sv. Lovrenc, pozneje znan kot Madagaskar. Ta flota, ki ji je poveljeval Pedro Álvares Cabral, je septembra prispela v Calicut, kjer je bil podpisan prvi trgovinski sporazum v Indiji. Za kratek čas je bila tam postavljena portugalska tovarna, ki pa so jo 16. decembra napadli muslimani in umrlo je več Portugalcev, med njimi tudi pisar Pero Vaz de Caminha. Po bombardiranju Calicuta kot maščevanja je Cabral odšel k tekmecu Kočiju.
Zaradi dobička iz rivalstva med maharadžo iz Kočija in Zamorinom iz Calicuta so bili Portugalci dobro sprejeti in so jih imeli za zaveznike, saj so dobili dovoljenje za gradnjo utrdbe (Fort Manuel) in trgovske postaje, ki je bila prva evropska naselbina v Indiji. Tam so leta 1503 zgradili cerkev sv. Frančiška. Leta 1502 je Vasco da Gama zavzel otok Kilva na obali Tanzanije, kjer je bila leta 1505 zgrajena prva utrdba portugalske vzhodne Afrike za zaščito ladij, ki so plule v vzhodni indijski trgovini.
Leta 1505 je portugalski kralj Manuel I. imenoval Francisca de Almeido za prvega podkralja portugalske Indije za triletno obdobje, s čimer je ustanovil portugalsko vlado na vzhodu s sedežem v Kočiju. Tistega leta so Portugalci osvojili Kanur, kjer so ustanovili trdnjavo St. Angelo. Podkraljev sin Lourenço de Almeida je prispel na Cejlon (sodobna Šrilanka), kjer je odkril vir cimeta. Ko je ugotovil, da je razdeljen na sedem rivalskih kraljestev, je sklenil obrambni pakt s kraljestvom Kotte in razširil nadzor na obalna območja, kjer je bila leta 1517 ustanovljena trdnjava Colombo.
Leta 1506 je portugalska flota pod poveljstvom Tristão da Cunha in Afonsa de Albuquerque osvojila Socotro ob vhodu v Rdeče morje in Maskat leta 1507, potem ko ni uspela osvojiti Hormuza, po strategiji, namenjeni zapiranju teh vhodov v Indijski ocean. Istega leta sta bili zgrajeni trdnjavi na otoku Mozambik in Mombasa na kenijski obali. Madagaskar je delno raziskal Tristão da Cunha in istega leta je bil odkrit Mavricij.
Leta 1509 so Portugalci zmagali v morski bitki pri Diuju proti združenim silam osmanskega sultana Bajazida II., sultana Gudžarata, mameluškega sultana Kaira, samootiri radže Kožikoda, Beneške republike in Dubrovniške republike. Portugalska zmaga je bila ključnega pomena za njihovo strategijo nadzora nad Indijskim oceanom: Turki in Egipčani so umaknili svoje mornarice iz Indije in prepustili morja Portugalcem, s čimer so vzpostavili svojo trgovinsko prevlado za skoraj stoletje in močno pripomogli k rasti portugalskega cesarstva. Označil je tudi začetek evropske kolonialne prevlade v Aziji. Druga bitka pri Diuju leta 1538 je dokončno končala osmanske ambicije v Indiji in potrdila portugalsko hegemonijo v Indijskem oceanu.
Pod vlado Albuquerqueja je bila leta 1510 Goa odvzeta sultanatu Bijapur s pomočjo hindujskega zasebnika Timojija. Zaželeno kot najboljše pristanišče v regiji, predvsem zaradi trgovine z arabskimi konji za dekanske sultanate, je Portugalcem omogočilo, da so nadaljevali s prvotnega gostovanja v Kočinu. Kljub nenehnim napadom je Goa postala sedež portugalske vlade pod imenom Estado da India (Indijska država), z osvojitvijo, ki je sprožila skladnost sosednjih kraljestev: Gudžarat in Calicut sta poslala veleposlaništva, ki sta ponudila zavezništva in donacije za utrdbo. Albuquerque je tistega leta v Goi ustanovil prvo portugalsko kovnico v Indiji in ob tej priložnosti razglasil dosežek.

#### Odprave v jugovzhodni Aziji
Aprila 1511 je Albuquerque odplul v Malako v današnji Maleziji, najpomembnejšo vzhodno točko v trgovski mreži, kjer so se Malajci srečali z gudžaratskimi, kitajskimi, japonskimi, javanskimi, bengalskimi, perzijskimi in arabskimi trgovci, ki jih je Tomé Pires opisal kot neprecenljive. Pristanišče Malaka je takrat postalo strateška baza za portugalsko trgovinsko širitev s Kitajsko in jugovzhodno Azijo, pod portugalsko oblastjo v Indiji s prestolnico v Goi. Za obrambo mesta je bila postavljena močna utrdba, imenovana A Famosa, kjer so ena od njenih vrat še danes. Ko je izvedel za siamske ambicije glede Malake, je Albuquerque nemudoma poslal Duarteja Fernandesa na diplomatsko misijo v kraljestvo Ayutthaya (sodobna Tajska), kamor je kot prvi Evropejec prispel in vzpostavil prijateljske odnose med kraljestvoma. Novembra istega leta je Albuquerque, ko je spoznal lokacijo tako imenovanih začimbnih otokov na Molukih, poslal ekspedicijo, da jih najde. Odprava, ki jo je vodil António de Abreu, je prispela v začetku leta 1512. Abreu je šel mimo Ambona, medtem ko je njegov namestnik poveljnika Francisco Serrão napredoval v Ternate, kjer je bila dovoljena portugalska utrdba. Istega leta so Portugalci v Indoneziji zavzeli Makassar in leta 1514 dosegli Timor. Jorge Álvares je leta 1513 odpotoval iz Malake in prišel na južno Kitajsko. Ta obisk je sledil prihodu v Guangdžou, kjer je bila vzpostavljena trgovina. Kasneje je bila ustanovljena trgovska postaja v Makav.
Portugalski imperij se je razširil v Perzijski zaliv, ko je Portugalska izpodbijala nadzor nad trgovino z začimbami z Osmanskim cesarstvom. Leta 1515 je Afonso de Albuquerque osvojil državo Huwala Hormuz na vrhu Perzijskega zaliva in jo ustanovil kot vazalno državo. Aden pa se je istega leta uprl Albuquerquejevi ekspediciji in še enemu poskusu Albuquerquejevega naslednika Lopa Soaresa de Albergaria leta 1516. Bahrajn je bil zavzet leta 1521, ko je sila, ki jo je vodil António Correia, premagala džabridskega kralja Muqrina ibn Zamila. V spremenljivem nizu zavezništev so Portugalci naslednjih sto let prevladovali v večjem delu južnega Perzijskega zaliva. Otok Mozambik je postal strateško pristanišče na redni pomorski poti, ki povezuje Lizbono z Goo, in tam so zgradili utrdbo São Sebastião in bolnišnico. Na Azorih je Armada otokov varovala ladje iz Indije na poti v Lizbono.
Leta 1525 je po ekspediciji Fernão de Magalhãesa (1519–1522) Španija pod vodstvom Karla V. poslala ekspedicijo, da bi kolonizirala Moluške otoke, češ da so bili v njihovem območju Tordesilljske pogodbe, ker na vzhodu ni bila določena meja. Odprava, ki jo je vodil García Jofre de Loaísa, je dosegla Moluke in pristala v Tidoreju. Konflikt s Portugalci, ki so že obstajali v bližnjem Ternateju, je bil neizogiben, s čimer se je začelo skoraj desetletje spopadov. Dogovor je bil dosežen šele s pogodbo v Zaragozi (1529), ki je dala Moluke Portugalski in Filipine Španiji.
Leta 1530 je Ivan III. organiziral kolonizacijo Brazilije okoli 15 capitanias hereditárias ('dednih kapitanov'), ki so jih podelili vsem, ki so jih želeli upravljati in jih raziskovati, da bi premagali potrebo po obrambi ozemlja, saj je ekspedicija pod poveljstvom Gonçalo Coelha je leta 1503 ugotovil, da so Francozi vdirali v ozemlje. Istega leta je bila nova ekspedicija Martima Afonsa de Souse z ukazom, naj patruljirajo po celotni brazilski obali, preženejo Francoze in ustvarijo prva kolonialna mesta: São Vicente na obali in São Paulo blizu roba celinske planote (planalto) in Serra do Mar. Od 15 prvotnih kapitanij sta le dve, Pernambuco in São Vicente, uspevali. S trajno naselbino je prišlo do ustanovitve industrije sladkornega trsa in intenzivnih potreb po delovni sili, ki so jih zadovoljili indijanski in pozneje afriški sužnji.
Leta 1534 so Gudžarat zasedli Moguli in sultan Bahadur Šah iz Gudžarata je bil prisiljen podpisati pogodbo iz Basseina (1534) s Portugalci, ki je vzpostavila zavezništvo za ponovno pridobitev države in dala v zameno Daman, Diu, Mumbai in Bassein. Leta 1538 so trdnjavo Diu ponovno obkolile osmanske ladje. Leta 1547 je spodletelo še eno obleganje, ki je končalo osmanske ambicije in potrdilo portugalsko hegemonijo.
Leta 1542 je jezuitski misijonar Frančišek Ksaverij prispel v Goo v službo portugalskega kralja Ivana III., odgovornega za apostolsko nunciaturo. Istočasno so Francisco Zeimoto, António Mota in drugi trgovci prvič prispeli na Japonsko. Po besedah Fernãa Mendesa Pinta, ki je trdil, da je bil na tem potovanju, so prispeli v Tanegašimo, kjer so bili domačini navdušeni nad evropskim strelnim orožjem, ki so ga Japonci takoj izdelali v velikem obsegu. Leta 1557 so kitajske oblasti dovolile Portugalcem, da se naselijo v Makavu z letnim plačilom, s čimer so ustvarile skladišče v tristranski trgovini med Kitajsko, Japonsko in Evropo. Leta 1570 so Portugalci kupili japonsko pristanišče, kjer so ustanovili mesto Nagasaki in tako ustvarili trgovsko središče, ki je bilo dolga leta pristanišče iz Japonske v svet.
Portugalska je ustanovila trgovska pristanišča na oddaljenih lokacijah, kot so Goa, Ormuz, Malaka, Koči, Moluški otoki, Makav in Nagasaki. Varujoč svojo trgovino pred evropskimi in azijskimi konkurenti, je Portugalska prevladovala ne le v trgovini med Azijo in Evropo, temveč tudi v večini trgovine med različnimi regijami Azije, kot so Indija, Indonezija, Kitajska in Japonska. Jezuitski misijonarji, kot je Frančišek Ksaverij, so sledili Portugalcem, da bi razširili krščanstvo v Azijo z mešanim uspehom.

## Portugalska navtika
Portugalska navtika se je razvila iz zaporednih ekspedicij in izkušenj portugalskih pilotov. Pripeljalo je do dokaj hitrega razvoja in ustvarilo elito astronomov, navigatorjev, matematikov in kartografov. Med njimi sta bila Pedro Nunes s študijami o tem, kako določiti zemljepisno širino po zvezdah, in João de Castro, ki je pomembno opazoval magnetno deklinacijo na celotni poti okoli Afrike.